# ماثيو روبرت دونكان
ماثيو روبرت دونكان هو سياسي كندي، ولد في 8 يوليو 1863 في كندا، وتوفي في 23 فبراير 1938. حزبياً، نشط في حزب كندا المحافظ. وقد انتخب عضو مجلس العموم الكندي.